# Hormonema prunorum
Hormonema prunorum är en svampart som först beskrevs av Dennis & Buhagiar, och fick sitt nu gällande namn av Herm.-Nijh. 1977. Hormonema prunorum ingår i släktet Hormonema och familjen Dothioraceae.   Inga underarter finns listade i Catalogue of Life.